# Jonas Jeitteles

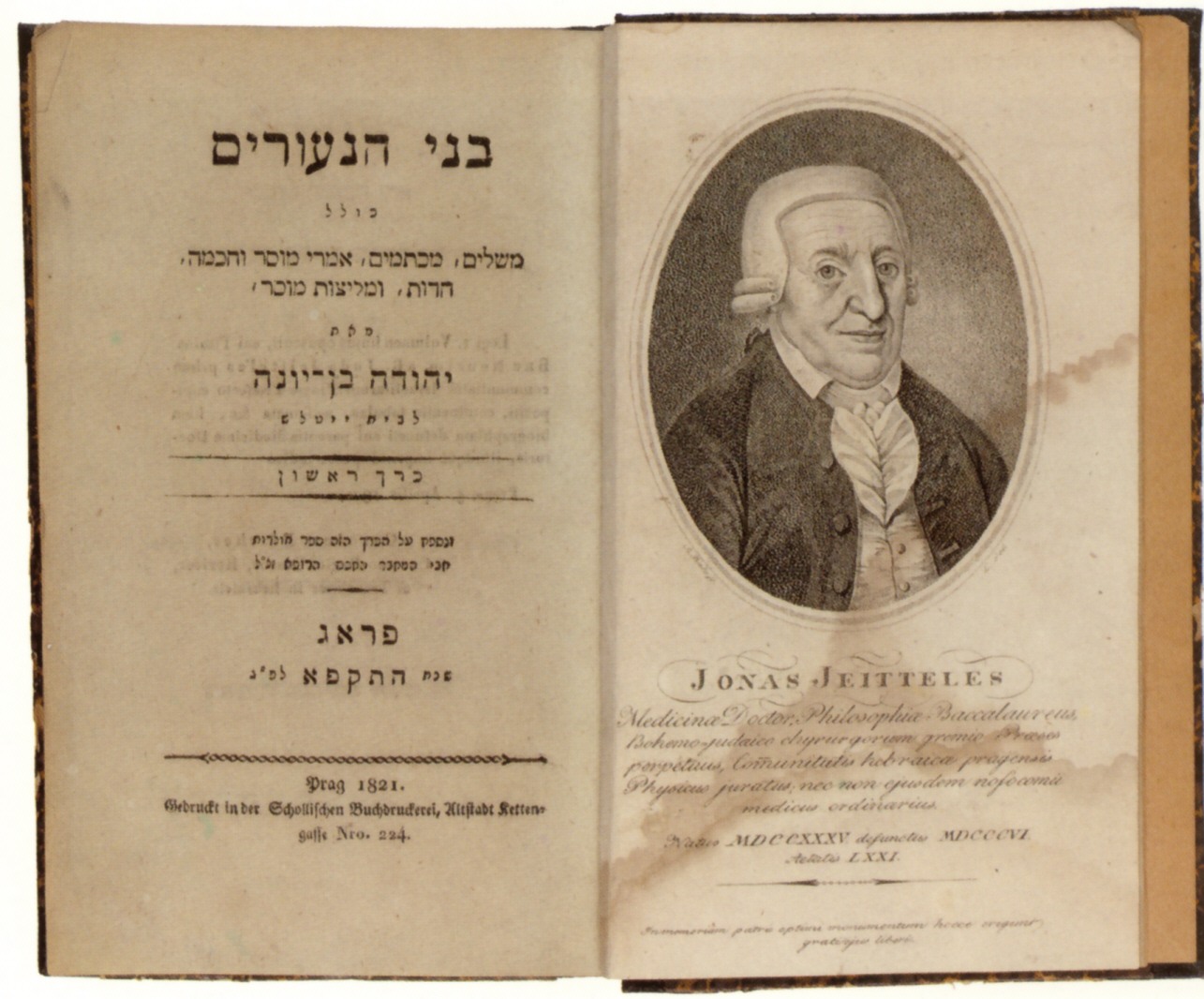
Biografie des Jonas Jeitteles von Jehuda ben Jona Jeitteles: Bne ha-neurim, Prag 1821

Jonas Mischel Jeitteles (geboren am 5. Mai 1735 in Prag; gestorben am 18. April 1806 ebenda) war ein jüdischer Arzt aus Böhmen.

## Leben
Die erste Ausbildung erhielt Jonas Jeitteles von seinem Vater, einem Apotheker. 1752 studierte er an der Universität Leipzig als Gasthörer Medizin, Gelehrtengeschichte und schöne Künste, 1753 an der Friedrichs-Universität in Halle an der Saale, wo er 1755 promoviert wurde. 1756 erhielt er in Prag die Erlaubnis, als Arzt unter seinen Glaubensgenossen zu praktizieren, 1763 wurde er an das jüdische Spital berufen, 1777 wurde er Präsident der jüdischen Prager Ärzteschaft. 1784 durfte er ohne Beschränkungen ordinieren, das heißt auch nichtjüdische Patienten behandeln. Solcherart gelang es ihm, eine angesehene und bedeutende Praxis zu führen.
Jeitteles ist hauptsächlich für seinen Einsatz für die Pocken-Impfung bekannt. Er unterstützte Edward Jenners Kampagne zu Beginn des 19. Jahrhunderts und erreichte durch die öffentliche Impfung seiner selbst und seiner Familie, dass über 1500 Menschen in Prag geimpft wurden.
Jonas Jeitteles begründete eine bedeutende jüdische Gelehrtenfamilie. Er hatte vier Söhne: Baruch Jeitteles, den liberalen Rabbiner der Klausen-Synagoge, Gottlieb, Juda Jeitteles, einen Orientalisten, Isaak (Ignaz) Jeitteles, einen deutschsprachigen Schriftsteller und Philosophen, und Samuel Jeitteles (Sigmund Christian Geitler Edler von Armingen), einen Philanthropen und Händler.
Das Grab von Jonas Jeitteles befindet sich auf dem Jüdischen Friedhof Žižkov in Prag.

## Schriften
- Observata Quædam Medica (Prag, Wien und Leipzig, 1783)